# John Merbury
John Merbury († 29. Januar 1438) war ein englischer Beamter und Politiker. Als Unterstützer des Hauses Lancaster, durch langjährige Dienste für den König und durch zwei reiche Heiraten stieg er aus vermutlich einfachen Verhältnissen zu einem der reichsten und einflussreichsten Landadligen seiner Zeit in Herefordshire auf. 

## Herkunft
Die Herkunft von John Merbury ist ungeklärt. Er war ein jüngerer Bruder von Nicholas Merbury, der in den Dienst der Familie Percy trat, später am Hof von König Heinrich V. diente und schließlich Knight of the Shire für Northamptonshire wurde, ein weiterer Bruder war Sir Laurence Merbury, der später Schatzmeister und Lordkanzler von Irland wurde. Nach Merburys Wappen war er möglicherweise mit der Familie Marbury aus Marbury in Shropshire verwandt, die Lyonshall Castle bei Kington in Herefordshire besaß. Die Burg und das zugehörige Gut kam später in den Besitz von Merbury.

## Aufstieg als Gefolgsmann des Hauses Lancaster
Merbury wird 1389 erstmals als Bogenschütze einer von Sir John Stanley aufgestellten Truppe genannt. Während des Hundertjährigen Kriegs diente er im Oktober 1395 in Bordeaux unter John of Gaunt, 1. Duke of Lancaster, der ihm eine jährliche Pension von 10 Mark aus Einkünften in Cheshire gewährte. Merbury blieb ein klarer und wohl wichtiger Unterstützer von John of Gaunts Sohn Henry Bolingbroke, der 1399 als Heinrich IV. englischer König wurde. Merbury stieg zum Esquire auf und erhielt am 19. Januar 1400 vom König eine Pension über £ 40 und am 29. Januar vom Thronfolger Harry of Monmouth eine weitere Pension über 40 Mark. Im März 1400 wurde er zum Kämmerer von Südwales ernannt, womit er der leitende Finanzbeamte dieses Teils des Fürstentums Wales wurde. Dieses Amt, wofür er weitere £ 20 pro Jahr erhielt, übte er die nächsten 21 Jahre aus. Im März 1402 erhielt er zur lebenslangen Nutzung Ländereien in Cardiganshire, die zuvor Teilnehmer der Rebellion von Owain Glyndŵr gehört hatten. Mit diesen Ländereien stiegen seine jährlichen Einkünfte aus seinen Ämtern und Pensionen auf die stattliche Summe von £ 126. Vor 1400 hatte er die zweifach verwitwete Alice geheiratet, eine Tochter von Sir John Pembridge aus Pembridge, einem Nachbar seines Gutes Lyonshall. Sie brachte Boughrood bei Builth, das Gut von Eyton bei Leominster sowie Grundbesitz bei Burghill in Herefordshire mit in die Ehe.

## Unterstützung des Kampfes gegen Owain Glyndŵr
Als Kämmerer von Südwales stellte Merbury im September 1402 zusammen mit John ap Harry Truppen für Richard Grey, 1. Baron Grey of Codnor, den königlichen Stellvertreter in Südwales auf, um die Rebellion von Owain Glyndŵr niederzuschlagen. Im Juni 1403 stellte er in Carmarthenshire ein weiteres Truppenkontingent auf. Dazu hatte er bis 1404 das Amt des Kommandanten von Huntington Castle inne. Als die Rebellen jedoch weite Teile von Südwales unter ihre Kontrolle gebracht hatten, zog sich Merbury wohl nach Herefordshire zurück, wo er am 27. April 1404 zum Friedensrichter ernannt wurde und von November 1405 bis November 1406 als Sheriff diente. Merbury leistete wohl weiter seinen Beitrag zur Niederschlagung der Rebellion in Wales, denn 1411 wurde er zum stellvertretenden Justiciar für Südwales ernannt und 1412 erhielt er eine weitere jährliche Pension in Höhe von 100 Mark. Daneben übernahm er jedoch auch weitere Ämter in Herefordshire, wo ihn Bischof Robert Maschal im Juni 1409 zum Verwalter der Ländereien des Bischofs von Hereford ernannte. Den ihm 1410 angebotenen Ritterschlag lehnte Merbury jedoch ab. 

## Dienst für Heinrich V.
1413 gab Merbury das Amt des stellvertretenden Justiciars von Südwales wieder auf, doch der neue König Heinrich V. bestätigte Merburys weitere Ämter und Pensionen. Im Februar 1414 ernannte der König ihn dazu zum Verwalter der Herrschaft Brecon, die zum Duchy of Lancaster gehörte, das zum königlichen Besitz gehörte. Im August 1415 übernahm Merbury dazu die Verwaltung der Besitzungen des Bischofs von St Davids, und von November 1414 bis Dezember 1415 diente Merbury erneut als Sheriff von Herefordshire. Für den Feldzug des Königs nach Frankreich stellte Merbury im Juni 1415 in Carmarthen und Brecon eine Streitmacht von 20 Men-at-arms und 500 Bogenschützen auf. Er selbst blieb zusammen mit Thomas Strange, seinem Stiefsohn Richard Oldcastle und Sir Robert Whitney sowie mit einer Streitmacht von 60 Men-at-arms und 120 Bogenschützen in Südwales, um einen erneuten Ausbruch einer Rebellion zu verhindern. In den nächsten Monaten sandte er Nachschub, darunter 200 Ochsen, nach Frankreich, wo der König erfolgreich weite Teile der Normandie eroberte. Der König ernannte ihn im Februar 1417 zum Verwalter von Kidwelly, das ebenfalls zum Duchy of Lancaster gehörte.
Nach dem Tod seiner ersten Frau 1415 musste Merbury die Güter, die sie mit in die Ehe gebracht hatte, wieder herausgeben. Vor März 1417 heiratete er die bereits zweifach verwitwete Agnes Crophill. Diese brachte ihr Wittum aus der Ehe mit John Parr mit in die Ehe, darunter das Gut von Kirkby Kendal in Westmorland, dazu hatte sie von ihrem Großvater Sir John Crophill Market Rasen in Lincolnshire, Cotesbach, Newbold Verdon, Hemmington und Braunston in Leicestershire, Tiercewell und Arnold in Nottinghamshire, Hyde und Weobley in Herefordshire sowie weiteren Grundbesitz in Shropshire und Bedfordshire geerbt. Weobley wurde sein neuer Hauptwohnsitz. Dort erfuhr Merbury im August 1417, dass der flüchtige Lollarde und Verschwörer Sir John Oldcastle, ein Cousin seiner ersten Frau, sich beim nahe gelegenen Gut von Almeley versteckt hielt, doch trotz einer angebotenen Belohnung von £ 100 konnte Merbury nicht den genauen Aufenthaltsort von Oldcastle erfahren. Oldcastle konnte deshalb weiter nach Nordwales entkommen. Trotz dieser Schlappe verlor Merbury nicht die Gunst des Königs. Er durfte nach dem Tod von Gilbert Talbot, 5. Baron Talbot für dessen minderjährigen Erben die Besitzungen verwalten und erhielt 1419 ein auch von Sir John Scudamore beanspruchtes Gut. 1422 wurde ihm die Verwaltung eines weiteren Guts übertragen, das Scudamore ebenfalls beanspruchte.

## Justiciar von Wales und Knight of the Shire für Herefordshire
Nachdem er bereits mehrfach als Wahlmann an den Parlamentswahlen teilgenommen hatte, wurde Merbury 1419 als Knight of the Shire für Herefordshire gewählt und nahm am Parlament teil. Von November 1419 bis Januar 1421 war er erneut Sheriff des Countys, ehe er im Mai 1421 erneut als Knight of the Shire gewählt wurde. Wenig später, am 10. Juni 1421, wurde er zum Justiciar für Südwales ernannt. Als oberster königlicher Beamter von Südwales erhielt er ein Gehalt von jährlich £ 40, dazu Belohnungen von bis zu £ 100 pro Jahr. Sein Nachfolger als Kämmerer wurde William Botiller, mit dem er sich ab Juli 1421 die Verwaltung von Bronllys Castle teilte. Im Dezember 1421 wurde Merbury erneut für Herefordshire in das Parlament gewählt. 
Mit Ausnahme der jährlichen Pension von 40 Mark von 1400 wurden 1422 zu Beginn der Herrschaft von Heinrich VI. alle Ämter und Pensionen von Merbury bestätigt. Nachdem er bereits 1420 das Amt des Verwalters von Brecon und im Juni 1423 das Amt des Verwalters von Kidwelly abgeben musste, wurde er am 17. November 1423 als Justiciar von Südwales abgelöst, womit sein langjähriger Dienst für die Krone in Südwales endete. Er blieb jedoch weiter aktiv in Herefordshire, wo er von Januar bis Dezember 1426, von Februar bis November 1430 und von November 1434 bis November 1435 wieder als Sheriff diente sowie 1425 und 1427 als Knight of the Shire gewählt wurde. Dazu behielt er Kontakte zu zahlreichen einflussreichen Adligen wie Humphrey Stafford, 6. Earl of Stafford, Humphrey, Duke of Gloucester und Baron John Tiptoft.
Nach dem Tod seiner zweiten Frau Agnes Crophill 1436 blieb er nach ihrem letzten Willen Verwalter ihrer Besitzungen. Als alter Mann starb er Anfang 1438. Neben seiner zweiten Frau Agnes wurde er in der Kirche von Weobley beigesetzt, wo ihr Grabdenkmal noch erhalten ist.

## Nachkommen und Erbe
In erster Ehe hatte Merbury vor 1400 Alice († um 1415) geheiratet, die Witwe von Edmund de la Bere und Thomas Oldcastle und Tochter von Sir John Pembridge aus Herefordshire. Mit ihr hatte er eine Tochter: 
- Elizabeth Merbury († 1438) ⚭ Walter Devereux (1411–1459)

Vor 1417 heiratete er in zweiter Ehe Agnes (1371–1436), die Witwe von Sir Walter Devereux und Tochter von John Parr aus Kirkby Kendal in Westmorland. Mit ihr hatte er mindestens eine Tochter:
- Marion

Seine Erbin wurde seine Tochter Elizabeth aus seiner ersten Ehe, die Walter Devereux geheiratet hatte, einen Enkel und Erben seiner zweiten Frau. Dieser erbte damit die Besitzungen der Familien Devereux, Merbury und Crophill. Merburys jüngere Tochter Marion aus seiner zweiten Ehe erhielt als Erbe £ 20.